# Krainer Bauernstock

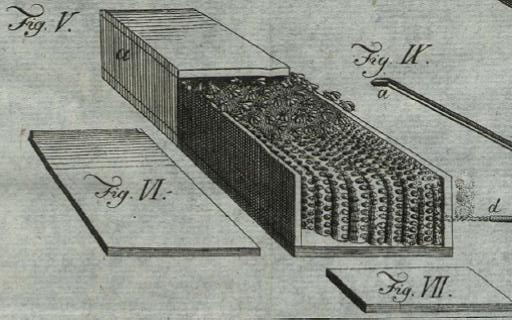
Kiste des Krainer Bauernstock mit abnehmbaren Boden- und Stirnbrettern (Zeichnung aus der Monografie Vollständige Lehre von der Bienenzucht)

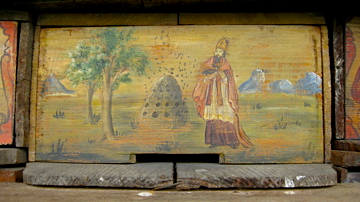
Bemaltes Stirnbrett an der Frontseite eines Krainer Bauernstockes

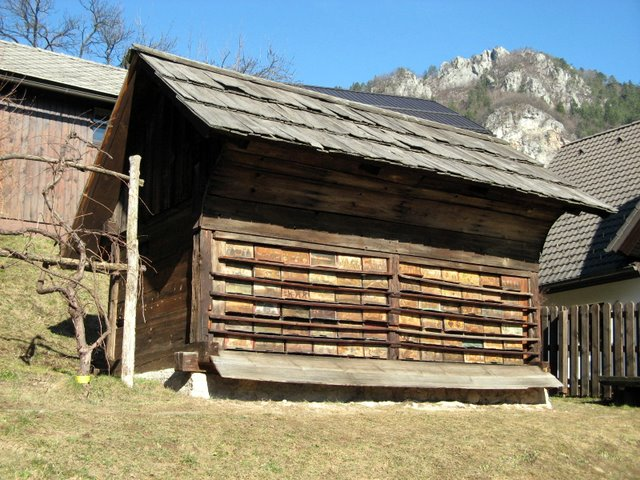
Bienenhaus mit Krainer Bauernstöcken

Der Krainer Bauernstock, ein Bienenstock, ist eine Form der Horizontalbeute, die vom theresianischen Hofimkermeister Anton Janša aus den Bienenkisten, die im slowenischen Sprachraum vorherrschten, entwickelt wurde.
Das Hauptmerkmal dieses flachen Kastens ist sein abnehmbares Stirnbrett. Das Bodenbrett kann ebenfalls abgenommen werden um somit eine genaue Volksinspektion durchzuführen. Die Dimensionen schwankten ursprünglich je nach Region und  Betriebsweise. Erst Jahre später wurden die Maße auf 70 × 30 × 15 cm vereinheitlicht.
Der große Vorteil der Kästen waren ihre leichte Transportierbarkeit für Wanderungen sowie die Stapelbarkeit für Erweiterungen. Jedoch wirkte sich die Enge der Kästen nachteilig auf die Quantität der Honigproduktion aus. Der Bienenkundler Ludwig Armbruster bezeichnete den Krainer Bauernstock auch als Tunnelstock.
Beachtlich war die Tradition, die sich im slowenischen Sprachraum entwickelte, das abnehmbare Stirnbrett zu bemalen (vgl. Bienenbrett).